# Der Inspektor (Cartoons)
Der Inspektor (engl. The Inspector) ist der Titel einer Reihe von Cartoons des Studios DePatie-Freleng Enterprises. Die Reihe wurde von United Artists vertrieben.

## Inhalt
Die Reihe handelt von einem ungeschickten Pariser Inspektor, der von seinem Können überzeugt ist, jedoch alle Hinweise zur Lösung der Fälle übersieht. Schließlich kann er die Fälle aber dennoch durch pures Glück aufklären.
Er wird begleitet von Sergeant Deux-Deux. Einer der Running-Gags der Reihe ist, dass der Inspektor bei der Verfolgung eines Verdächtigen zum Fahrer eines Wagens sagt „Folgen Sie dem Wagen“, bevor er eingestiegen ist. So rast der Fahrer ohne ihn dem fremden Auto hinterher.

## Entstehung
Die Figur tauchte erstmals im Vorspann des Inspektor-Clouseau-Films Ein Schuß im Dunkeln (A Shot in the Dark, 1964) auf, in dem er den Inspektor vertrat. Später wurde ihm eine eigene Reihe gewidmet, sein Name wurde jedoch nie erwähnt.

## Produktion und Veröffentlichung
Der erste Film der Reihe Der Gallenstein des Inspektors (The Great DeGaulle Stone Operation), entstand 1965. Nach insgesamt 34 Kurzfilmen wurde die Serie mit Der verflixte Einkaufswagen (Carte Blanched) 1969 eingestellt. Die Filme wurden in der Fernsehserie Der rosarote Panther ausgestrahlt, eine eigene Serie bekam „Der Inspektor“ nicht. In den deutschen Synchronfassungen lieh Erich Ebert der Figur seine unverwechselbare Stimme, ignorierte dabei aber den französischen Akzent des Originals. Seinem Gehilfen, Sergeant Deux-Deux (dt.: Dudu), lieh Harald Baerow seine Stimme. Der Part des Kommissars wurde von Walter Reichelt übernommen.
Am 15. November 2009 strahlte das hr-fernsehen alle 34 Folgen des Inspektors im Rahmen einer Themen-Nacht am Stück aus. Alle 34 Folgen wurden von Eberhard Storeck übersetzt.

## Comic
Von Juli 1974 bis Februar 1978 erschienen bei Gold Key 19 Comics mit dem Inspektor.